# Sabine Gasteiger
Sabine Gasteiger, née le 28 octobre 1956, est une skieuse alpine handisport, médaillée d'or paralympique autrichienne.
Elle remporte une médaille d'or lors des Jeux paralympiques d'hiver de 2006, puis est décorée la même année de l'Ordre du Mérite autrichien à la suite de sa victoire aux Jeux.

## Biographie
Sabine Gasteiger est née en 1956. Elle a une très mauvaise vue et concourt donc en tant que paralympienne. Elle skie pour l'équipe nationale autrichienne.
Elle remporte une médaille d'or, une d'argent et deux de bronze aux Jeux paralympiques d'hiver de 2006 à Turin.
Elle est nommée sportive handisport autrichienne de l'année 2009.
Elle décroche deux médailles aux Jeux paralympiques d'hiver de 2010 à Vancouver, la première en or en slalom féminin (avec déficience visuelle) et la seconde en argent en slalom géant féminin (avec déficience visuelle),.